# Somewhere (canción)
«Somewhere» es una de las canciones de la obra de teatro musical de Broadway West Side Story (1957), inspirada a su vez en la obra de teatro Romeo y Julieta de Shakespeare. Posiblemente es uno de los temas más versionados de la música moderna. 

## Composición
Con letra escrita por Stephen Sondheim, la melodía fue compuesta por Leonard Bernstein, e incluye al principio un breve fragmento del movimiento lento del Concierto para Piano No. 5 de Beethoven (Emperador), y también un segmento más duradero del tema principal de El lago de los cisnes de Piotr Chaikovski.

## Comercialización
En grabación, aparece por primera vez en 1957, en un disco titulado West Side Story (Original Broadway Cast). En 1961 se estrena la película basada en el musical, y el tema entra a formar parte de la banda sonora.
En los años posteriores, conoció diversas versiones de manos de artistas como P. J. Proby (1964), The Supremes (1965) y We Five (1967). Ya en los años 80, Barbra Streisand graba este tema como un sencillo para el álbum The Broadway Album (1985), ganador de un premio Grammy. Una década después, el artista Phil Collins hará su versión para el álbum The Songs of West Side Story.

## Adaptaciones
Otros artistas que han realizado versiones de "Somewhere" son:
- Andy Williams (álbum: The Shadow of Your Smile, 1966).
- Angeline Quinto para la teleserie de 2014 Ikaw Lamang.
- Anita Meijer (Meyer), artista danesa.
- Aretha Franklin
- Bobby Darin
- Caterina Valente
- Glen Campbell (1969, en directo).
- Candice Glover
- Cannonball Adderley en el álbum Great Love Songs.
- Celine Dion
- Celtic Woman
- Charlotte Church en el álbum Enchantment (2001).
- Cher
- The Dartmouth Aires
- Dave Brubeck en el álbum Music From West Side Story de 1962.
- Dave Koz
- Devo al final del álbum grabado en directo Now It Can Be Told: DEVO at the Palace (1988).
- Donald Braswell II en el álbum New Chapter (2007).
- Down Beat en el álbum Games.
- Faryl Smith en su álbum de debut (2009).
- Frankie Lymon lo incluye en la "cara A" de uno de sus sencillos (1964).
- Frida Boccara grabó una versión francesa del tema en el álbum Un Jour, Un Enfant.
- Ian McCulloch
- Il Divo
- Karel Gott
- Jane McDonald
- Jennifer Hudson
- Johnny Mathis
- Josh Groban
- Julian Lloyd Webber en el álbum Travels with My Cello, Volume 2 (1986).
- Julie Andrews
- Katharine McPhee
- Katherine Jenkins
- Kimberley Walsh
- Kerry Ellis y Ramin Karimloo lo cantaron a dúo en el especial televisivo Friday Night is Music Night.
- Kylie Minogue
- KZ Tandingan
- La Toya London
- Len Barry
- Leona Lewis
- Marianne Faithfull y Jarvis Cocker lo cantan a dúo en el álbum Easy Come, Easy Go con el título de "Somewhere (A Place for Us)".
- Matt Monro
- Michael Crawford
- Oscar Peterson
- Pet Shop Boys graban en 1997 esta canción en versión electrónica-orquestal para promocionar una reedición extendida del su álbum Bilingual.
- Renée Fleming y Alfie Boe en el Diamond Jubilee Concert de 2012.
- Rick Astley en el álbum Portrait (2005).
- Vickie Winans en el álbum The Lady.
- The Shadows, 1967 - 1975.
- Tom Waits en el álbum Blue Valentine.
- Warren Bernhardt en el álbum So Real (2001)